# Malacocincla cinereiceps
La tordina coronigrís (Malacocincla cinereiceps) es una especie de ave paseriforme de la familia Pellorneidae endémica del subarchipiélago de Palawan, en el suroeste de Filipinas.

## Descripción
La tordina coronigrís mide alrededor de 13 cm de largo y pesa entre 22-26 g. Se caracteriza por su píleo y nuca grises, con su rostro de color gris claro, salvo su bigotera más oscura. Sus partes superiores son de color castaño ocráceo, mientras que sus partes inferiores son blancas con un ligero tono ocre en el pecho y los flancos. Sus patas son rosáceas y su pico es gris en la parte superior y rosado en la inferior. Ambos sexos tienen un aspecto similar. Su llamada consiste en un jhieu-jhieu-jhieu-jhieu nasal.

## Taxonomía
La tordina coronigrís fue descrita científicamente por Arthur Hay Tweeddale, vizconde Walden, en 1878.
Está cercanamente emparentada con la tordina colicorta, de la que anteriormente se consideraba una subespecie. No se reconocen subespecies de tordina coronigrís.

## Distribución y hábitat
Es endémica del subarchipiélago de Palawan, en el suroeste de Filipinas. Se encuentra principalmente en el bosque primario y secundario, además de las zonas de matorral desde el nivel del mar a los 1300 m de altitud. Es una especie no migratoria y que se considera que no está en peligro de extinción, por lo que se clasifica como especie bajo preocupación menor.

## Comportamiento
Se conoce poco su comportamiento. Se alimenta de pequeños invertebrados. Busca alimento en solitario o en parejas por el suelo.
La época de cría se produce entre abril y septiembre. Anida en el suelo en la base del ratán (un tipo de palmera trepadora). El es un cuenco formado por hierba, fibras de ratán y hojas de bambú, y forrado con líquenes y musgo. Suele poner dos huevos huevos, que pueden ser blancos con motas rojas o marrones o bien azulados con motas pardas.